# Predrag Vušović
Predrag Vušović (Kotor, Crna Gora, 29. kolovoza 1960. – Zagreb, 17. veljače 2011.) bio je hrvatski kazališni, televizijski i filmski glumac.
Najpoznatiji je, između ostalog, bio po ulozi Gazde u seriji Bitange i princeze, a s velikim uspjehom glumio je i u serijama Odmori se, zaslužio si i Stipe u gostima. Bio je zapažen u filmovima redatelja Vinka Brešana (Kako je počeo rat na mom otoku i Maršal). Posudio je glas učitelju Splinteru u hrvatskoj sinkronizaciji filma "Ninja kornjače" iz 2007. godine.

## Filmografija

### Televizijske uloge
- "Periferija city" kao Pumpa (2010.)
- "Tito" (2010.)
- "Stipe u gostima" kao Pero Šoštarić (2008. – 2010.)
- "Tužni bogataš" kao Božo (2008.)
- "Naša mala klinika" kao otmičar #2 (2007.)
- "Luda kuća" kao ravnatelj Mišković (2006. – 2007.)
- "Odmori se, zaslužio si" kao Dida (2006. – 2010.)
- "Cimmer fraj" kao Lujo (2006.)
- "Bumerang" kao Mate (2006.)
- "Bitange i princeze" kao Gazda (2005. – 2010.)
- "Novo doba" kao Barić (2002.)
- "Smogovci" kao konobar (1989.)
- "Putovanje u Vučjak" kao Škrinjar (1986.)

### Filmske uloge
- "Koko i duhovi" kao Vincek (2011.)
- "Bella Biondina" kao Kaja Batal (2011.)
- "72 dana" kao Mile Rupić (2010.)
- "Čovjek ispod stola" kao Pascal (2009.)
- "U zemlji čudesa" kao prosjak (2009.)
- "Metastaze" kao Dejin otac (2009.)
- "Nije kraj" kao Đuro (2008.)
- "Crveno i crno" kao kopač grobova (2006.)
- "Libertas" kao grbavac (2006.)
- "Duh u močvari" kao lovac (2006.)
- "Lopovi prve klase" kao plaćenik (2005.)
- "Pušća Bistra" kao Zvonarić (2005.)
- "Duga mračna noć" kao podnarednik (2004.)
- "Doktor ludosti" kao general (2003.)
- "Infekcija" kao govornik na grobu (2003.)
- "Svjedoci" kao Ljubo (2003.)
- "Mišolovka Walta Disneyja" (2003.)
- "Ne dao Bog većeg zla" kao pokeraš (2002.)
- "Enklava" (2002.)
- "Kraljica noći" kao Jole (2001.)
- "Posljednja volja" kao Lou (2001.)
- "Ante se vraća kući" kao radnik (2001.)
- "Je li jasno, prijatelju?" kao Cigo (2000.)
- "Nebo, sateliti" (2000.)
- "Srce nije u modi" (2000.)
- "Četverored" kao Gaconja (1999.)
- "Maršal" kao Toni (1999.)
- "Bogorodica" kao Stojan Peleš (1999.)
- "Kad mrtvi zapjevaju" kao pogrebnik (1998.)
- "Tri muškarca Melite Žganjer" kao TV snimatelj (1998.)
- "Božić u Beču" kao konobar (1997.)
- "Kako je počeo rat na mom otoku" kao Murko (1996.)
- "Nitko se neće smijati" kao Riba (1985.)
- "Dvije karte za grad" kao mladić (1984.)
- "S.P.U.K." kao Redford (1983.)

### Sinkronizacija
- "Sezona lova 2" kao Gospar Vlaho (2008.)
- "Ninja kornjače"[1] kao Splinter (2007.)
- "Sezona lova" kao Gospar Vlaho (2006.)
- "Pobuna na farmi" kao Stari Mato (2004.)
- "Aladin" kao preprodavač (2004.)
- "Petar Pan" kao Albino, Alf Žbuka i papiga (2003.)

## Vanjske poveznice
- Predrag Vušović u internetskoj bazi filmova IMDb-u (engl.)